# Amblyomma quadricavum
Amblyomma quadricavum (лат.) — вид клещей из семейства иксодовых (Ixodidae).

## Описание
Тело широкое (спереди больше, чем сзади), красно-коричневое. Длина тела самца около 2,40 мм (самка до 6 мм), ширина около 2,15 мм. Длина гнатосомы от заднего края до верхней части гипостомы составляет около 0,70 мм. Щетинки короткие.
А. quadricavum были зарегистрированы на представителях семейств ложноногих (Boidae) и гадюковых (Viperidae), а также на ящерицах рода игуана (Iguana). Вид был впервые описан  в 1941 году немецким зоологом профессором Паулем Шульце (Paul Schulze, 1887—1949) под первоначальным названием Aponomma quadricavum Schulze, 1941 по материалам из Гаити. Описанный в 1986 году из Пуэрто-Рико таксон Amblyomma arianae Keirans & Garris, 1986 позднее был сведён в синонимы к ранее описанному виду Amblyomma quadricavum.

## Распространение
Распространены в таких странах как Куба, Пуэрто-Рико, Ямайка и на Гаити. Тропические влажные широколиственные леса.
Пять экземпляров этого клеща завезены в Польшу на зелёных игуанах (Iguana iguana). Рептилии были перевезены из Центральной Америки (Сальвадор) и предназначены для продажи и содержания в частном террариуме.